# Golden State II
Golden State II ist ein Jazzalbum von Harris Eisenstadt und das zweite Album des gleichnamigen Quartetts. Die Aufnahmen entstanden bei einem Live-Konzert beim Vancouver Jazz Festival am 28. Juni 2014 und erschienen 2015 auf Songlines Recordings.

## Hintergrund
Das Golden State Bandprojekt kam zustande, als Eisenstadt 2012 am California Institute of the Arts als Artist in Residence arbeitete. Mit Sara Schoenbeck, dessen Frau, sowie mit Mark Dresser und Nicole Mitchell, die beide in Südkalifornien lebten, gründete er die kleine Gruppe neben seinen weiteren Projekten wie Canada Day, und nahm mit ihr im November 2012 ein erstes Album auf. Für Harris Eisenstadts zweite Veröffentlichung mit seinem Golden State Quartett wurde ihr Konzert beim Vancouver Jazz Festival 2014 aufgenommen, und Michael Moore (Klarinette) ersetzte Nicole Mitchell, da diese für die kanadische Festival-Tour nicht verfügbar war.
Nach Ansicht von Stefan Jones ist Eisenstadts Golden State Projekt kammermusikalischer Jazz in der Verbindung von Klassik und Jazz zu betrachten. Das Golden State Quartet – mit Harris Eisenstadt (Schlagzeug), Sara Schoenbeck (Fagott), Mark Dresser (Kontrabass) und Michael Moore (Klarinette) – ergänzt die musikalischen Einflüsse von europäischem Avantjazz (ICP Orchestra) bis Yusef Lateef, Eric Dolphy und Wadada Leo Smith.
Eisenstadt äußerte sich zu Michael Moores Beitrag; mit seinem Beitritt zum Quartett habe sich die Richtung der Gruppe geändert:
„Michael hat einen schönen, verspielten, lyrischen Stil, einen harmonisch fließenden Stil; eine höchst natürliche Art, gleichzeitig melodisch, harmonisch und rhythmisch zu spielen, alles auf so tiefe Weise. Er bringt ein wunderbares Gefühl für das spontane Zusammenspiel von Ensembles mit, das ich in seiner Arbeit mit zwei langjährigen Gruppen, ICP Orchestra und Available Jelly, immer geliebt habe. Er hat Golden State wirklich sein eigenes Gefühl für spontane Orchestrierung vermittelt, was großartig funktioniert hat.“

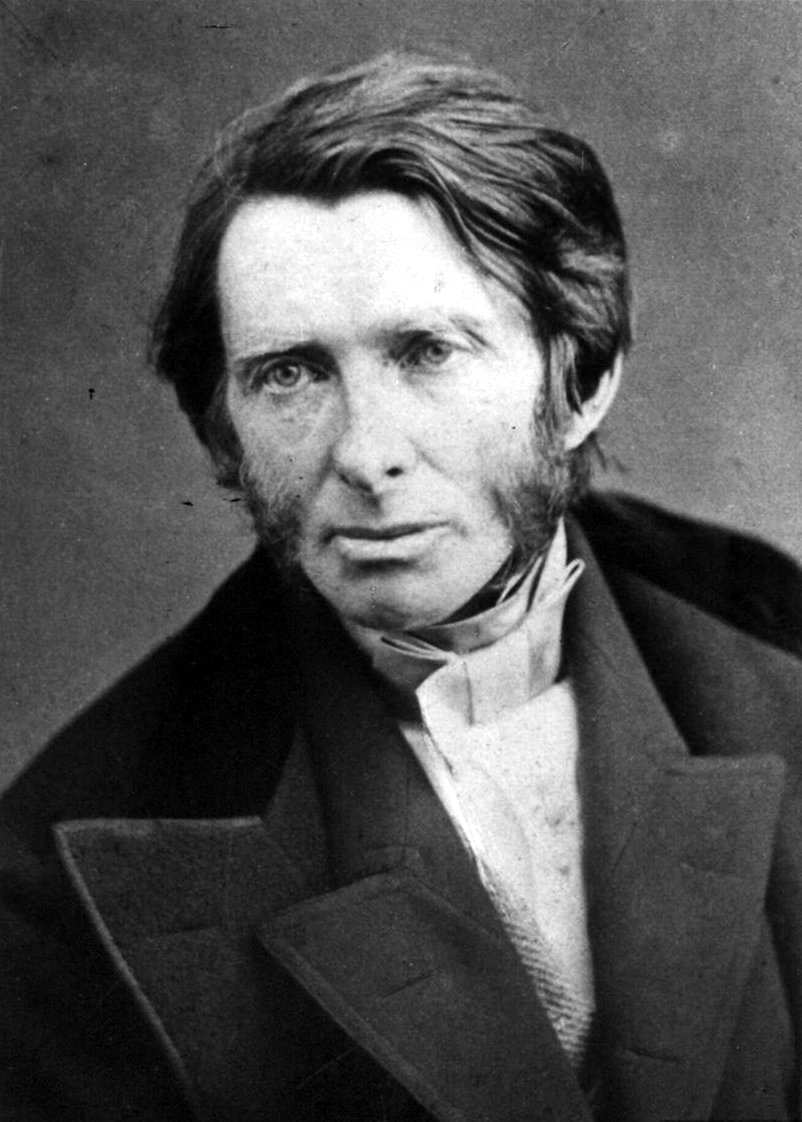
John Ruskin

Wie bei Harris Eisenstadt üblich, haben die Titel der Stücke spezifische Referenzen. „The Arrangement of Unequal Things“ (dt. Die Anordnung ungleicher Dinge") ist ein Zitat aus Richard Fords Roman Kanada (2012), das sich auf John Ruskins Idee bezieht, dass Komposition die Anordnung ungleicher Dinge ist. „A Particularity with a Universal Resonance“ sind „drei elegische, meditative Abschnitte und letztendlich ein erhebenderer Bummelabschnitt“, auf dem Michael Moore Soli spielt; der Titel stammt aus dem Nachruf für James Gandolfini in The New York Times. „A Kind of Resigned Indignation“  (dt. Eine Art resignierte Empörung) stammt aus dem Nachruf der New York Times für Nora Ephron: „the solos and overall spirit are definitely indignant“ (Die Soli und der allgemeine Geist sind definitiv empört). In „Agency“ geht es um „die Art und Weise, wie jeder Musiker die Komposition auf improvisatorische Weise verhandelt“. „Glening“ (dt.  Nachlesen) bezieht sich auf „das Sammeln von Resten nach einer Ernte, ein treffender Hinweis auf meinen Kompositionsprozess“, schrieb Eisenstadt. „Nachlesen bedeutet auch, Informationen zu extrahieren. Ich habe den Musikern nur so viele Informationen geliefert; Sie haben die benötigten Informationen extrahiert und die Materialien ständig neu gegossen.“

## Titelliste
- Harris Eisenstadt – Golden State II (Songlines Recordings  SGL 1610-2)[3]

1. The Arrangement of Unequal Things  6:54
2. Seven in Six / A Particularity with a Universal Resonance  14:25
3. A Kind of Resigned Indignation  9:56
4. Agency  8:01
5. Gleaning  10:17

## Rezeption
Nach Ansicht von Stefan Wood, der das Album in Free Jazz Blog mit 3½ Sternen bewertete, hat der Konzertmitschnitt „eine ruhige, hochkonzentrierte Intensität, gefüllt mit dynamischem Zusammenspiel und kreativen Improvisationen“. Marc Dresser sei das Bindemittel; er tue dies funky Bass-Rhythmen, die Schönbeck und Moore nach außen treiben, wie im Eröffnungs-Titel „The Arrangement of Unequal Things“, mit dem Cello wie im Eröffnungs-Solo zum Stück „A Kind of Resigned Indignation“ oder mittels eines sich wiederholenden bluesigen Stride im herausragenden Track „Agentur“. Der Autor hebt ebenso die Leistungen des Klarinettisten Michael Moore hervor; exzellent sei dessen Verweis auf Eric Dolphy mit seinem organischen Spiel auf der Klarinette und streckt den Klang wie Karamel, kokett und skurril. Schönbecks Fagott wirke wie ein Baritonsaxophon, nur weniger tief, aber butterweich, das das höhere Register der Klarinette ergänzt.

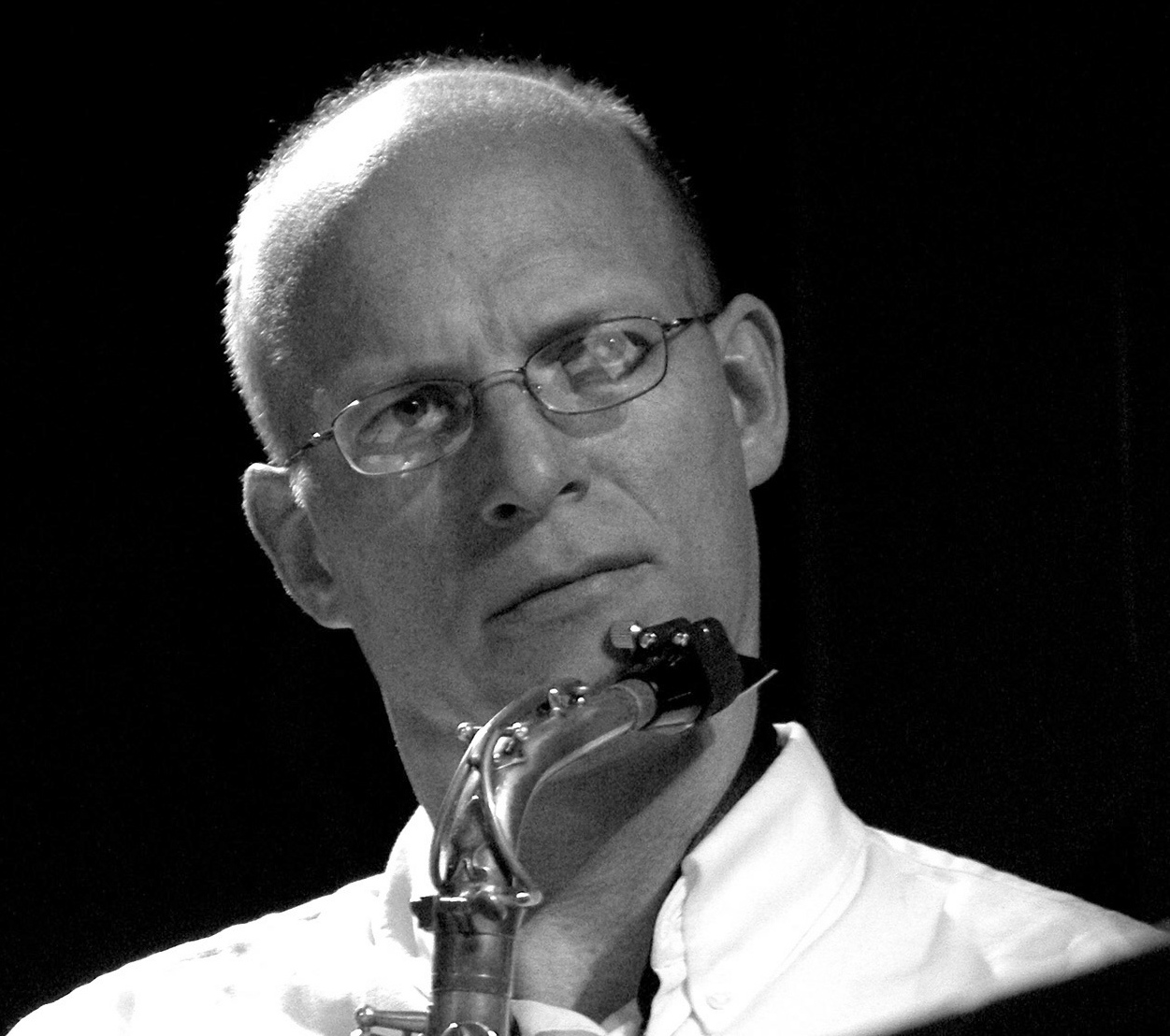
Michael Moore (2004)

Nach Ansicht von Dan Bilawsky (All About Jazz) lobe Eisenstadt Michael Moore zu Recht für dessen „spontane Orchestrierung“, die in seiner Arbeit hier (und anderswo) eine herausragende Rolle spiele. Dieser Aspekt von Moores Kunst werde deutlich, wenn man seine witzigen und lebhaften Exkursionen zu „The Arrangement Of Unequal Things“ höre – eine großartige Show, die in scharfem Kontrast zu Schönbecks eher dekorativen Aussagen stehe. Moore beziehe tonale Kuriositäten, Pirouettenphrasen, lyrische Gesten, das Schaffen von Raum und schräge Ideen in seine überzeugenden Eskapaden ein,  schrieb Bilawsky. „Und vor allem passt er perfekt zu den Arten von Klangschemata, die Eisenstadt, Schönbeck und Dresser im Laufe der Zeit entwickelt haben.“